# Niue Soccer Tournament
Niue Soccer Tournament is de hoogste voetbaldivisie, opgericht in 1985, van het eiland Niue.

## Kampioenen
* Tussen 1986-1997 wonnen Hakupu FC, Tuapa FC en Tamakakautoga FC ten minste eenmaal de titel.

## Teams
Teams die hebben deelgenomen in deze competitie zijn (onder andere):